# Bulbophyllum gymnopus
Bulbophyllum gymnopus är en orkidéart som beskrevs av Joseph Dalton Hooker. Bulbophyllum gymnopus ingår i släktet Bulbophyllum och familjen orkidéer. Inga underarter finns listade i Catalogue of Life.